# Anatolij Piskoweć
Anatolij Pawłowycz Piskoweć, ukr. Анатолій Павлович Пісковець, ros. Анатолий Павлович Писковец, Anatolij Pawłowicz Piskowiec (ur. 27 maja 1948 w Kijowie) – ukraiński piłkarz, trener piłkarski.

## Kariera zawodnicza
Piskoweć seniorską karierę zawodniczą rozpoczął w 1970 roku w klubie Automobilist Sumy, w którym występował do 1973. Następnie przez dwa lata był zawodnikiem zespołu Urałan Elista, z którego przeszedł do Wułkanu Pietropawłowsk Kamczacki, gdzie występował przez pięć lat. Najwyższym szczeblem rozgrywek na jakim występował jako zawodnik była radziecka II liga.

## Kariera trenerska
W 1980 roku, po zakończeniu kariery zawodniczej rozpoczął pracę jako szkoleniowiec w zespole amatorskim Kołos Mironówka, który prowadził przez rok. Po ukończeniu Instytutu Kultury Fizycznej w Kijowie w 1981 został zaproszony przez Wołodymyra Muntiana pomagać trenować drużynę SKA Kijów. Od 1982 do 1984 prowadził Chimik z miasta Dzierżyńsk, który występował w radzieckiej III lidze. W latach 1984–1986 pełnił funkcję dyrektora sportowego w Disz Kijów. Kolejnymi klubami w jego karierze były: Schid Kijów (1986-90) i Intersport Kijów (1990-92) na Ukrainie oraz Al-Ahli Dubaj w ZEA (1992-94), po czym rozpoczął przygodę z kobiecą piłką.
W latach 1994–98 prowadził kobiecy zespół Alina Kijów, który doprowadził do Mistrzostwa i Pucharu Ukrainy. Po tych sukcesach objął posadę trenera Reprezentacji Ukrainy Kobiet (1996-98), po czym ponownie trafił do klubowej kobiecej piłki. Z drużyną Eniergija Woroneż (1998-99) zdobył Mistrzostwo Rosji i wrócił do pracy z kobiecymi reprezentacjami Ukrainy: U-21 (1999-2000) i seniorskiej (2000-02).
Do pracy z mężczyznami wrócił w Krywbasie Krzywy Róg (2003-05), skąd przeszedł do Azerbejdżanu pomagać trenować İnter Baku (2005). W tym samym kraju prowadził potem Simurq Zaqatala (2005-06). W czerwcu 2006 został zaproszony do sztabu szkoleniowego Stali Ałczewsk, po czym wyjechał do Gruzji, aby objąć posadę trenera gruzińskiego Olimpi Rustawi (2007). W 2009 ponownie podjął pracę w ojczyźnie, będąc głównym trenerem federacji okręgu kijowskiego. Do piłki klubowej wrócił w 2010, gdzie objął zespół zaplecza gruzińskiej ekstraklasy FC Gagra, z którym wywalczył awans, Puchar Gruzji, po czym zakwalifikował się do europejskich pucharów.
Z dniem 18 października 2011 objął posadę trenera I-ligowej Olimpii Elbląg. Kontrakt z zespołem podpisał do końca sezonu 2011/12, z możliwością przedłużenia, w przypadku utrzymania zespołu na zapleczu Ekstraklasy. W wywiadzie udzielonym dla stacji Orange Sport przyznał, że na pracę w Polsce zdecydował się ze względu na bliskość do "europejskiej, bardziej cywilizowanej piłki". Na początku stycznia 2012 trafił do szpitala i z powodów zdrowotnych podał się do dymisji. Potem pracował z młodzieżowym składem Wołyni Łuck. 26 kwietnia 2013 roku awansował na stanowisko głównego trenera Wołyni Łuck, ale już po jednym meczu został zmieniony na Kwarcianego po czym opuścił łucki klub. 8 lutego 2015 został mianowany na stanowisko głównego trenera łotewskiego klubu Daugava Ryga. Ale już w kwietniu 2015 powrócił do kierowania gruzińskim FC Gagra, który prowadził do czerwca 2015. 30 czerwca 2016 znów wrócił na stanowisko głównego trenera FC Gagra, którym kierował do lata 2017. 17 grudnia 2018 został mianowany na stanowisko głównego trenera Lokomotiv Erywań.

## Sukcesy i odznaczenia

### Sukcesy trenerskie
- mistrz Ukrainy Kobiet: 1997 (Alina Kijów)
- zdobywca Pucharu Ukrainy Kobiet 1997 (Alina Kijów)
- mistrz Rosji Kobiet: 1999 (Eniergija Woroneż)
- mistrz Gruzji: 2007 (Olimpi Rustawi)
- ćwierćfinalista Pucharu Mistrzów WNP: 2008 (Olimpi Rustawi)
- mistrz Gruzińskiej Pierwszej Ligi: 2011 (FC Gagra)
- zdobywca Pucharu Gruzji: 2011 (FC Gagra)

### Odznaczenia
- tytuł Zasłużonego Trenera Ukrainy